# Yasmine (cantante)
Hilde Ludo Friede Rens (Amberes, Región Flamenca; 3 de marzo de 1972-Kontich, Región Flamenca; 25 de junio de 2009), más conocida por su nombre artístico de Yasmine, fue una cantante, presentadora y personalidad televisiva belga.
Debutó hace 18 años con el álbum Mooi zo y continuó publicando otros tantos. Fue también una de las presentadoras del programa de entretenimiento De rode loper durante siete años, así como DJ en Radio Donna. Fue conocida en su país por reconocer abiertamente su condición homosexual y por su boda en 2003 con Marianne Dupon, así como por el nacimiento de una hija en común en 2007. La pareja sin embargo se separó en abril. 
La joven artista fue la encargada de comunicar los votos de Bélgica en la edición del Festival de Eurovisión de 2006, portando una hoja en la que se podía leer We love Kate Ryan en apoyo a su representante eliminada en la semifnal de ese año.
Fue encontrada en la casa de una hermana suya, donde se ahorcó en un árbol.

## Discografía
- 1991: Mooi zo
- 1993: Als jij dat wil
- 1995: Portfolio
- 1997: Pret-a-porter
- 1999: Blauw
- 2001: Yasmine
- 2004: Liefde en liedjes
- 2004: Vandaag (het morgen van gisteren)
- 2006: Licht ontvlambaar
- 2009: Yasmine houdt woord